# Saturnia attingens
Saturnia attingens är en fjärilsart som beskrevs av Gschwandner. 1919. Saturnia attingens ingår i släktet Saturnia och familjen påfågelsspinnare. Inga underarter finns listade.